# Sauvignon blanc
 Der er for få eller ingen kildehenvisninger i denne artikel, hvilket er et problem. Du kan hjælpe ved at angive troværdige kilder til de påstande, som fremføres i artiklen.

Sauvignon blanc er en af verdens mest udbredte grønne druesorter, og den står bag både søde og tørre hvidvine overalt i verden.
Sauvignon blanc anvendes med stor succes i Frankrig.
Druen menes af stamme fra Bordeaux, hvor det menes at den er opstået som en spontan krydsning. Den anvendes oftest solo, men nogle producenter blander med Chardonnay for at give lidt mere krop. Den smager bedst, når den drikkes ung, men kan godt tåle lidt lagring.
Sauvignon blanc bemærkes for den elegante friske smag og lidt bitre syrlighed.
- Wikimedia Commons har flere filer relateret til Sauvignon blanc

| Vin og vindruer | Spire Denne artikel om vin eller vindruer er en spire som bør udbygges. Du er velkommen til at hjælpe Wikipedia ved at udvide den. |